# Anelytra malaya
Anelytra malaya är en insektsart som beskrevs av Sigfrid Ingrisch 1998. Anelytra malaya ingår i släktet Anelytra och familjen vårtbitare. Inga underarter finns listade i Catalogue of Life.